# Wolfram(VI) fluoride
Wolfram(VI) fluoride, hay wolfram hexafluoride, là một hợp chất vô cơ của wolfram và fluor với công thức hóa học WF6. Nó là một hợp chất không màu, gây ăn mòn, có tính độc hại. Trong điều kiện tiêu chuẩn, khối lượng riêng của nó vào khoảng 13 g/L (nặng gấp khoảng 11 lần so với không khí), do vậy WF6 là một trong những loại khí nặng nhất. Khí WF6 thường được sử dụng trong sản xuất mạch bán dẫn và bảng mạch thông qua quá trình lắng đọng hóa học – khi phân hủy, các phân tử của WF6 tạo ra wolfram kim loại. Lớp này là "lớp tương kết" có điện trở thấp.

## Điều chế
Wolfram(VI) fluoride thường được sản xuất bằng phản ứng tỏa nhiệt của khí fluor với bột wolfram ở nhiệt độ giữa 350 và 400 °C:
W + 3 F2 → WF6
Sản phẩm khí được tách ra khỏi WOF4, một tạp chất phổ biến, bằng cách chưng cất. Một cách khác cũng sử dụng quá trình fluor hóa trực tiếp, kim loại được đặt trong lò phản ứng được làm nóng, áp suất nhẹ đến 1,2 đến 2,0 psi (8,3 đến 13,8 kPa), phản ứng với fluor tạo ra một dòng lưu lượng WF6 không đổi.
Khí fluor trong phương pháp trên có thể được thay thế bằng ClF, ClF3 hoặc BrF3. Một quy trình khác để sản xuất wolfram(VI) fluoride là phản ứng với wolfram(VI) oxide (WO3) với HF, BrF3 hoặc SF4. Wolfram(VI) fluoride cũng có thể thu được bằng cách chuyển đổi từ wolfram(VI) chloride:
WCl
6 + 6 HF → WF
6 + 6 HCl
WCl
6 + 2 AsF
3 → WF
6 + 2 AsCl
3
WCl
6 + 3 SbF
5 → WF
6 + 3 SbF
3Cl
2

## Phản ứng
Khi tiếp xúc với nước, wolfram(VI) fluoride tạo ra hydro fluoride (HF) và wolfram(VI) oxyfluoride, cuối cùng tạo thành wolfram(VI) oxide:
WF6 + 3 H2O → WO3 + 6 HF
Không giống như một số fluoride kim loại khác, WF6 không phải là tác nhân fluor hóa hữu ích cũng như không phải là chất oxy hóa mạnh. Nó có thể khử xuống WF4 màu vàng.
WF6 tạo thành nhiều phức chất 1:1 và 1:2 với base Lewis, ví dụ như WF
6(S(CH
3)
2), WF
6(S(CH
3)
2)
2, WF
6(P(CH
3)
3) và WF
6(py)
2.
Phản ứng của WF6 với NH3 sẽ tạo ra phức WF6·4NH3 là chất rắn màu cam có tính hút ẩm. Nếu cho WF6 phản ứng với N2H4 trong môi trường acetonitrile ở −80 °C (−112 °F; 193 K), các phức WF6·N2H4 (cam), WF6·2N2H4 (đỏ đậm) và WF6·4N2H4 (nâu đen) sẽ được tạo thành.

## Ứng dụng
WF6 có thể được sử dụng để sản xuất wolfram(IV) carbide.
Là một loại khí nặng, WF6 có thể được sử dụng làm chất đệm để kiểm soát phản ứng giữa các khí. Ví dụ, nó làm chậm quá trình đốt Ar/O2/H2 và giảm nhiệt độ ngọn lửa.

## An toàn
Wolfram(VI) fluoride là một hợp chất ăn mòn mạnh, có thể tấn công bất kỳ mô nào. Việc tiếp xúc với khí gas trước tiên sẽ ảnh hưởng đến mắt và các đường hô hấp gây kích ứng, mất thị lực, ho, tạo ra nhiều nước bọt và đờm. Khi xâm nhập vào dịch lỏng có trong cơ thể, khí sẽ phản ứng và tạo thành acid fluorhydric làm cháy da và các mô nhầy của đường hô hấp. Phơi nhiễm kéo dài dẫn đến viêm phổi và phù phổi, có thể gây tử vong. Do hình thành acid fluorhidric khi WF6 để trong không khí ẩm, các bình đựng WF6 phải có miếng đệm teflon.